# El Primer Palau
El Primer Palau són un premis promoguts per la Fundació Orfeó Català - Palau de la Música Catalana i s'atorguen entre els participants en el cicle El Primer Palau, joves intèrprets de música clàssica que actuen per primera vegada al Palau de la Música Catalana, individualment o com a solista en concert públic. Inclouen diversos reconeixements, com són el Premi El Primer Palau, el Premi Catalunya Música, el Premi Joventuts Musicals de Catalunya al millor intèrpret d'obra d'autor català, i el Premi de la Crítica del Primer Palau.

## Premi El Primer Palau
El Premi El Primer Palau s'atorga, des del 1996, a un dels participants –individual o col·lectiu– del cicle El Primer Palau, i consisteix en una dotació econòmica. Si el jurat ho considera oportú, podrà concedir, a més, un segon premi o dos accèssits, també amb dotació econòmica.
Premiats
- 10a edició 2005: Primer premi per al Cuarteto Quiroga format per Aitor Hevia (violí), Cibrán Sierra (violí), Lander Etxebarría (viola) i Helena Poggio (violoncel·lista).[1][2]
- 11a edició 2006: Primer premi per al pianista Francesco Tristano Schlimé. Primer accéssit per al pianista David Kadouch. Accéssits per al violinista José Manuel Ivarez Losada, per al voloncel·lista Eun-Sun Hong i per a la clarinetista Ona Cardona.[3]
- 12a edició, 2007: Primer premi per a Fernando Arias, violoncel·lista.[4]
- 13a edició 2008: Primer premi per a Darío Mariño, clarinetista. Segon premi per a Ana María Valderrama, viollinista. Tercers premis per a Cheng-I Chen Liu, clavicembalista i per a Guillermo Pastrana, violoncel·lista.[4]
- 14a edició 2009: Primer premi per a Ali Jorge Arango, guitarrista. Segon premi, pel duo format per Arantza Aguirre, acordionista, i Ana García León, clarinetista. I dos accèssits, per a Teresa Valente, violoncel·lista, i Laia Bobi, flautista.[5]
- 15a edició 2010: Primer premi per a Beatriz Blanco, violoncel·lista. Segon premi ex aequo, per a Roberto González-Monjas, violinista, i Xavier Larsson, saxofonista.[6]
- 16a edició 2011: Primer premi per a Guillermo Sanchís, oboista. Segon premi al Duo Jeu d'Anches, format pels acordionistes serbis Marco Sevarlic i Nicole Kerkez. Accèssits, a Luis Esnaola, violinista, i Velasco Sánchez, pianista[7]
- 17a edició 2012: Primer premi al Quartet Gerhard, format per Lluís Castán i Judit Bardolet (violins), Miquel Jordà (viola) i Jesús Miralles (violoncel).[8] Segon premi a Azahar Ensemble, format per Frederic Sánchez (flauta), Alba Carmona (oboè), Gonzalo Esteban (clarinet), Antonio Lagares (trompa) i María José García Zamora (fagot). I dos accèssits, a Neus Estarellas, pianista, i Josep-Ramon Olivé, baríton.[9]
- 18a edició 2013: Primer premi per a Sara Cubarsi, violinista barcelonina. Segon premi, a Òscar Alabau, violoncel·lista barceloní. I dos accèssits, a Roberto Maqueda, percussionista, i al Quintet DaCap, format per Alejandro Ortuño, Pau Roca, Carlos Gay, Anna Ferriol i Daniel Ortuño.[10]
- 19a edició 2014: Primer premi a l'Aëris Trio, format per Juan Carlos Rivas (oboè), Yolanda Fernández (clarinet) i Carlos Tarancón (fagot). Dos segons premis ex aequo, a Xabier de Felipe, violinista bilbaí, i José María Villegas, pianista sevillà.[11]
- 20a edició 2015: Primer premi al Trio Vasnier, format per Pedro López (flauta), Car[12] men Alcántara (arpa) i Samuel Espinosa (viola). Accèssits, a Marion Platero, violoncel·lista francesa, i Agnès Mauri Galik, violista vigatana.[13][14]
- 21a edició 2016: Primer premi al Kebyart Ensemble, format per Pere Méndez (saxo soprano), Víctor Serra (saxo alt), Robert Seara (saxo tenor) i Daniel Miguel (saxo baríton). Accèssits al contrabaixista Joaquín Arrabal i al pianista Daahoud Salim.[15]
- 22a edició 2017: Primer premi a la soprano Mercedes Gancedo, acompanyada al piano per B. G. Miralles. Accèssits a l'acordionista Nikola Tanaskovic i al duo de pianos IndivDUAL, format per Pierre Delignies i Alice Burla.[16]
- 23a edició 2018: Primer premi a l'organista Joan Seguí Mercadal. Accèssits al violinista Bernat Prat i al Trío Ramales (Pablo Díaz, violí, Gonçalo Leli, violoncel i Andrés Navarro, piano).[12]
- 24a edició 2019: Primer premi al guitarrista Luis Alejandro García Pérez. Accèssits a la soprano Irene Mas i al pianista Víctor Braojos.[17]
- 25a edició, 2020: Primer premi a la violista Cristina Cordero. Segon premi al violinista Miquel Muñiz.[18]
- 26a edició, 2021: Primer premi al pianista Eudald Buch. Accèssits al violagambista Miguel Bonal i al clarinetista Sergio Pires.[19]
- 27a edició, 2022: Primer premi al Quartet Atenea. Accèsits a la violencel·lista Ariadna Chmelik i a la soprano Aida Gimeno.

## Premi Catalunya Música
El Premi Catalunya Música és atorgat per l'emissora Catalunya Música, dins el cicle El Primer Palau, amb l'objectiu d'afavorir la projecció internacional d'un dels participants al cicle. El premi consisteix en la promoció de la intèrpret a través de la xarxa de la Unió Europea de Radiodifusió.
Premiats
- 1a edició, 2012: Quartet Gerhard, format per Lluís Castán i Judit Bardolet (violins), Miquel Jordà (viola) i Jesús Miralles (violoncel)[8]
- 2a edició, 2013: Sara Cubarsi, violinista barcelonina[20]
- 3a edició, 2014: Aëris Trio, format per Juan Carlos Rivas (oboè), Yolanda Fernández (clarinet) i Carlos Tarancón (fagot)[11]
- 4a edició, 2015: Mabel Millán, guitarrista cordovesa[13][14]
- 5a edició, 2016: Kebyart Ensemble, quartet de saxòfons de Barcelona format per Pere Méndez, Víctor Serra, Robert Seara i Daniel Miguel.[15]
- 6a edició, 2017: Mercedes Gancedo, soprano.[16]
- 7a edició, 2018: Joan Seguí Mercadal, organista.[12]
- 8a edició, 2019: Luis Alejandro García Pérez, guitarrista.[17]
- 9a edició, 2020: Mireia Tarragó, soprano.[18]
- 10a edició, 2021: Miguel Bonal, violagambista.[19]
- 11a edició, 2022: Quartet Atenea.

## Premi de la Crítica del Primer Palau
El Premi de la Crítica del Primer Palau l'atorga un jurat format per crítics musicals catalans entre els participants en el cicle El Primer Palau, i consisteix en un premi en metàl·lic, dedicat a la compra de material musical.
Premiats
- Edició 2006: Ona Cardona, clarinetista.[3]
- Edició 2008: Gustavo Villegas, flautista.[4]
- Edició 2009: Teresa Valente, violoncel·lista.[5]
- Edició 2010: Xavier Larsson, saxofonista.[6]
- Edició 2011: Ricard Rovirosa, pianista.[7]
- Edició 2012: Félix Ardanaz, pianista.[9]
- Edició 2013: Samuel Diz, guitarrista.[10]
- Edició 2014: Aëris Trio, format per Juan Carlos Rivas (oboè), Yolanda Fernández (clarinet) i Carlos Tarancón (fagot).[11]
- Edició 2015: Trio Vasnier, format per Pedro López (flauta), Carmen Alcántara (arpa) i Samuel Espinosa (viola).[14]
- Edició 2016: Esther Piñol, arpista.[15]
- Edició 2017: IndiviDUAL, duo de pianos.[16]
- Edició 2018: Trío Ramales.[12]
- Edició 2019: Itxaso Sainz de la Maza, pianista.[17]
- Edició 2020: Mariona Camats, violoncel·lista.[18]
- Edició 2021: Miguel Bonal, viologambista.[19]
- Edició 2022: Quartet Atenea.

## Premi Joventuts Musicals de Catalunya
El Premi Joventuts Musicals de Catalunya al Primer Palau s'atorga entre els participants en el cicle El Primer Palau al millor intèrpret d'obra d'autor català, i consisteix en la participació en el cicle Xarxa de Músiques, que organitza Joventuts Musicals de Catalunya.
Premiats
- 1a Edició, 2015: Ander Tellería, acordionista basc[14]
- 2a Edició, 2016: Kebyart Ensemble, quartet de saxòfons de Barcelona format per Pere Méndez, Víctor Serra, Robert Seara i Daniel Miguel.[15]
- 3a Edició, 2017: Nikola Tanaskovic, acordió.[16]
- 4a edició, 2018: Dúo Vallés-Vera (Miguel Vallés, saxòfon alt i Elisabeth Vera, piano).[12]
- 5a edició, 2019: Dúo Picotti-Puig (Federico Picotti, violí i Marta Puig, piano).[17]
- 6a edició, 2020: Gala Kossakowski, flautista.[18]
- 7a edició, 2021: Laure Cholé, pianista.[19]
- 8a edició, 2022: Quartet Atenea.